# Kalkberget
Kalkberget är ett naturreservat i Örebro kommun i Örebro län.
Området är naturskyddat sedan 1980 och är 1 hektar stort. Reservatet omfattar en brant sydvänd sluttning och består av gammal barrskog med en hel del lövträd. 